# Псковский Набат

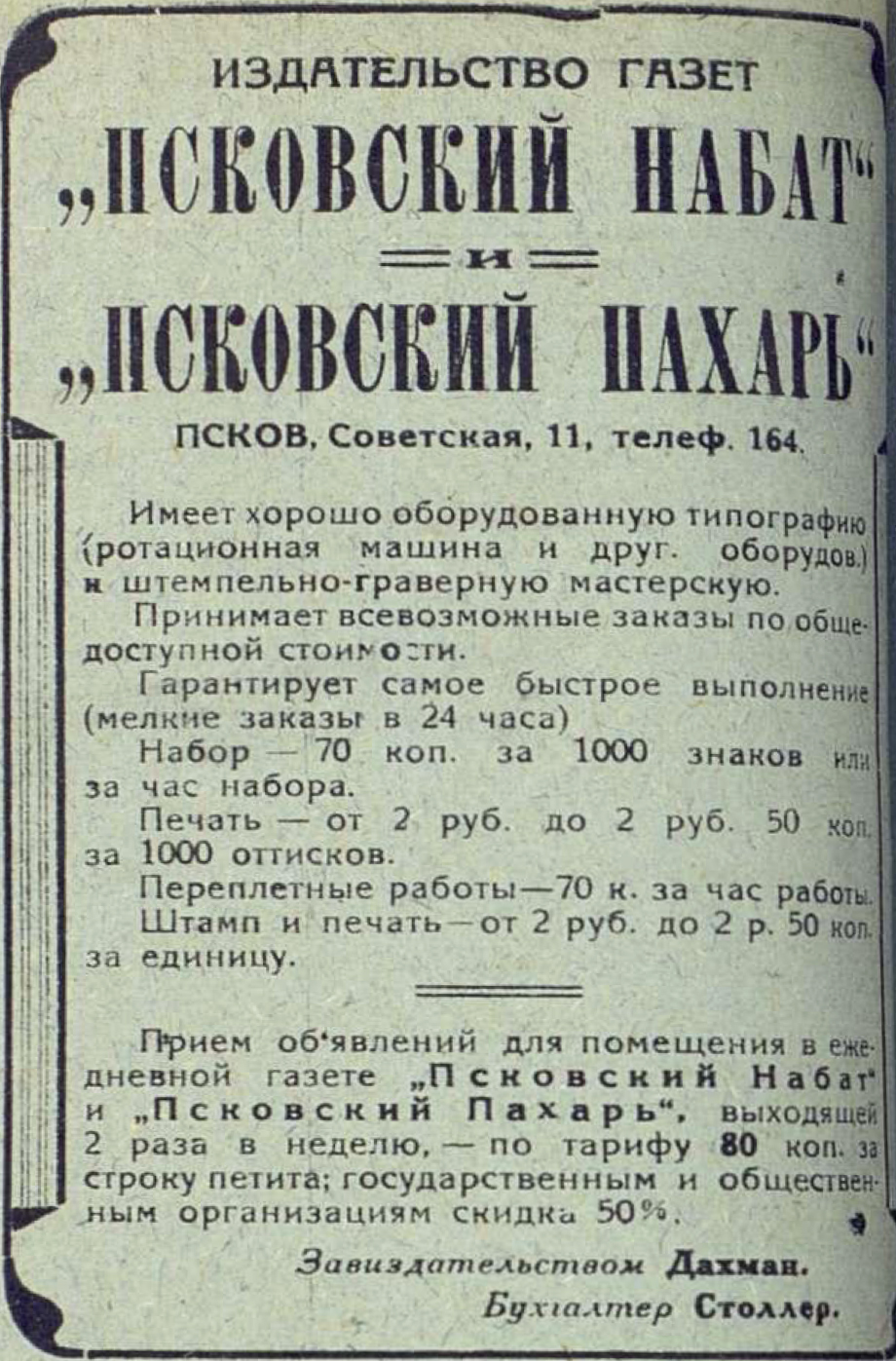
Реклама издательства, 1930 год.

«Псковский Набат» — общественно-политическая газета, выходившая в Пскове и Псковской области. Основана в сентябре 1917 года. Лозунг газеты — «Вся власть Советам!». Последний номер был издан в 1930 году, после чего газеты «Псковский Набат» и «Псковский Пахарь» были объединены в единое издание «Псковский Колхозник».

## История
Первый номер вышел в свет 27 октября (9 ноября) 1917 года. У истоков газеты стояли В. И. Разломов (организатор), Ф. Марков (редактор, комиссар печати, агитации и пропаганды), Я. Ларозе, М. Иванов (техник, член отдела труда Совета), К. В. Гей (редактор с 1919 года).
С 1918 года с газетой сотрудничал известный в то время журналист и псковский краевед Абрам Наумович Галацер (псевдоним — Черницкий), а в 1924 году Галацер был зачислен в штат редакции на должность репортера и плодотворно работал до 1930 года, публикуя статьи на историко-революционные темы.
Ввиду большого дефицита первые номера печатались на обёрточной бумаге или оборотных сторонах афиш, поэтому формат газеты можно описать как «листовка-воззвание».
В мае 1919 года в связи с оккупацией Пскова белогвардейцами редакция газеты и печатное оборудование были эвакуированы в Великие Луки, где 9 августа 1919 года «Псковский Набат» вышел под названием «Красный Набат». С 30 августа «Набат» вновь начал издаваться в Пскове под своим прежним названием.
К 1923 году «Псковский Набат» имел в штате около 150 сотрудников, объём материала превышал вместимость одного номера, в связи с чем у газеты появился ряд регулярных приложений. К октябрю 1924 года количество «рабселькоров» газеты возросло до 500 человек.
В 1924 году у «Набата» появилась собственная радиостанция.
1 марта 1930 года газеты «Псковский набат» и «Псковский пахарь» были преобразованы в единый «Псковский колхозник», продолжавший нумерацию и традиции своих предшественников.

## Материалы и публикации
«Псковский Набат» отличался широтой тематик публикуемых материалов и точным, своевременным отражением текущих событий. На страницах газеты публиковались:
- сводки и сообщения о ситуации на фронтах Гражданской войны[3];
- сообщение о смерти Владимира Ленина и связанных с ней событий[2];
- обзоры текущего состояния в промышленности и сельском хозяйстве;
- краеведческие материалы;
- письма читателей;
- литературоведческие материалы;
- обращения[какие?] к крестьянам, рабочим и молодёжи.

## Приложения
- «Листок Молодёжи» (с 1925 года — «Ленинская Гвардия») — ориентирован на рабочую молодёжь[2].
- «Литературный угол»[4] — публикация материалов по литературоведению.
- «Страничка сельского хозяина» — советы по животноводству и т. п.